# Roatán
Roatán är en kommun i Honduras.   Den ligger i departementet Departamento de Islas de la Bahía, i den norra delen av landet, 260 km norr om huvudstaden Tegucigalpa. Antalet invånare är 17 425. Roatán ligger på ön Isla de Roatán.
I Roatán finns samhället Coxen Hole.